# آب زیر پل

«کاری که از کار گذشته» یا معادل فارسی "عملی که در گذشته انجام شده و نباید بخاطرش غصه خورد" یک آهنگ ضبط شده توسط زبان انگلیسی خواننده و ترانه‌سرا ادل برای سومین آلبوم استودیویی ۲۵ (۲۰۱۵). آهنگ توسط ادل و گرگ کرستین نوشته شده. این آهنگ به عنوان چهارمین تک‌آهنگ از این آلبوم در ۴ نوامبر ۲۰۱۶، منتشر شد.

## رادیو و تاریخ انتشار
| منطقه        | تاریخ          | فرمت               | برچسب  | Ref.  |
| ------------ | -------------- | ------------------ | ------ | ----- |
| بریتانیا     | ۴ نوامبر ۲۰۱۶  | دانلود دیجیتال     | XL     | [ ۱ ] |
| ایالات متحده | ۱۴ نوامبر ۲۰۱۶ | بالغ آلبوم جایگزین | کلمبیا | [ ۲ ] |
| ایالات متحده | ۱۵ نوامبر ۲۰۱۶ | جریان اصلی رادیو   | کلمبیا | [ ۳ ] |